# Vieja Guardia Agrarista
Vieja Guardia Agrarista är en ort i Mexiko.   Den ligger i kommunen Huimanguillo och delstaten Tabasco, i den sydöstra delen av landet, 600 km öster om huvudstaden Mexico City. Vieja Guardia Agrarista ligger 37 meter över havet och antalet invånare är 107.
Terrängen runt Vieja Guardia Agrarista är huvudsakligen mycket platt. Vieja Guardia Agrarista ligger uppe på en höjd. Runt Vieja Guardia Agrarista är det ganska glesbefolkat, med 43 invånare per kvadratkilometer. Närmaste större samhälle är Francisco Rueda, 5,5 km norr om Vieja Guardia Agrarista. Trakten runt Vieja Guardia Agrarista består till största delen av jordbruksmark.